# Штатгальтеры Нидерландов
Список штатгальтеров (стадхаудеров) Республики Соединённых провинций (Нидерландов)
Нидерландские штатгальтеры назначались испанской династией Габсбургов, но в 1572 году стадхаудером Голландии, вопреки воле Филиппа Испанского, был избран принц Вильгельм Оранский. В 1581 году Республика Соединённых провинций объявила о своей независимости от Испании.

## СтадхаудерыГолландии,ЗеландиииУтрехта
- 1428—1433 Франк II ван Борселен
- 1433—1440 Юг де Ланнуа
- 1440—1445 Гийом де Лален
- 1445—1448 Гозевейн де Вилде
- 1448—1462 Жан де Ланнуа
- 1462—1477 Лодевейк ван Грютхюзе
- 1477—1480 Волферт IV ван Борселен
- 1480—1483 Жос де Лален
- 1483—1515 Ян III ван Эгмонт
- 1515—1521 Генрих III Нассау-Бредский
- 1522—1540 Антуан де Лален
- 1540—1544 Рене де Шалон
- 1544—1546 Людовик Фламандский
- 1547—1558 Максимилиан II Бургундский
- 1558—1567 Вильгельм I Оранский (первый раз)
- 1567—1573 Максимилиан де Энен-Льетард (Генеральные штаты отказались признать его штатгальтером в 1572 году)
- 1573—1574 Филипп де Нуаркарм (испанский штатгальтер)
- 1574—1577 Жиль де Берлемон

Независимые провинции:
- 1572—1584 Вильгельм I Оранский (признан Генеральными штатами, в 1581 году объявил о независимости провинций от Испании)
- 1584—1589 Адольф ван Ниувенар (правил только в Утрехте)
- 1585—1625 Мориц Оранский
- 1625—1647 Фредерик Хендрик Оранский
- 1647—1650 Вильгельм II Оранский (в его правление завершилась Восьмидесятилетняя война и независимость Нидерландов была официально признана)
- 1650—1672 Первый бесстатхаудерный период[англ.]. Во главе государства Генеральные штаты и великий пенсионарий Ян де Витт
- 1672—1702 Вильгельм III Оранский
- 1702—1747 Второй бесстатхаудерный период[англ.]

В 1747 году провинции Нидерландов были объединены под властью Вильгельма IV

## ШтатгальтерыФрисландии
- 1515—1518 Флорис ван Эгмонд, граф Бюренский
- 1518—1521 Вильгельм фон Роггендорф
- 1521—1540 Георг Шенк ван фон Таутенбург
- 1540—1548 Максимиллиан ван Эгмонд
- 1549—1568 Жан де Линь
- 1568—1572 Шарль де Бримо
- 1572—1574 Жиль де Берлемон
- 1574—1576 Каспар де Робль
- 1576—1581 Жорж де Лален (назначен Филиппом II Испанским)
- 1581—1594 Франсиско Вердуго (назначен Филиппом II Испанским)

Независимые провинции
- 1580—1584 Вильгельм I Оранский (признан Генеральными штатами)
- 1584—1620 Вильгельм Людвиг Нассау-Дилленбургский
- 1620—1632 Эрнст Казимир I
- 1632—1640 Генрих Казимир I
- 1640—1664 Вильгельм Фредерик Нассауский
- 1664—1696 Генрих-Казимир II
- 1696—1711 Йохан Вильгельм Фризо
- 1711—1747 Вильгельм IV Оранский (объединил все провинции Нидерландов в 1747 году)

## ШтатгальтерыГелдерланда(Гелре)
- 1473—1475 Вильгельм ван Эгмонд (старший)
- 1475—1476 Вильгельм ван Эгмонд (младший)
- 1476—1477 Филипп де Круй
- 1480—1481 Вильгельм ван Эгмонд (младший)
- 1481—1492 Адольф III Нассау-Висбаден-Идштайнский
- 1504—1505 Ян V Нассауский
- 1505—1507 Филипп Бургундский
- 1507—1511 Флорис ван Эгмонд (1-й штатгальтер Фрисландии в 1511—1518)
- 1543—1544 Рене Шалонский (штатгальтер Голландии в 1540—1544)
- 1544—1555 Филипп ван Лалэинг
- 1555—1560 Филипп де Монморенси, граф Горн
- 1560—1572 Карел ван Бриму
- 1572—1577 Гиллис ван Берлаймонт (штатгальтер Фрисландии в 1572—1574)
- 1577—1581 Йон I Старый

Независимые провинции
- 1581—1583 Вильгельм IV ван ден Берг
- 1584—1589 Адольф фон Нойвенаар (стадхаудер Утрехта в 1584—1589)
- 1590—1625 Мориц Оранский (штатгальтер Голландии в 1584—1625)
- 1625—1647 Фредерик Хендрик Оранский (штатгальтер Голландии в эти же годы)
- 1647—1650 Вильгельм II Оранский (в его правление завершилась Восьмидесятилетняя война и независимость Нидерландов была официально признана)
- 1650—1672 Первый бесстатхаудерный период[англ.]. Во главе государства Генеральные штаты и «великий пенсионарий» Ян де Витт
- 1672—1702 Вильгельм III Оранский
- 1702—1722 Второй бесстатхаудерный период[англ.]
- 1722—1747 Вильгельм IV Оранский (объединил все провинции Нидерландов в 1747 году)

## ШтатгальтерыГронингена
- 1519—1522 Кристофель ван Мьюрс
- 1522—1530 Яспер ван Марвийк
- 1530—1536 Карел ван Гелре
- 1536 Людольф Кёндерс
- 1536—1540 Георг Шенк ван Тутенбруг (штатгальтер Фрисландии с 1521 по 1540)
- 1540—1548 Максимиллиан ван Эгмонд (штатгальтер Фриландии в эти же годы)
- 1549—1568 Жан де Линь
- 1568—1572 Шарль де Бримо
- 1572—1574 Гиллис ван Берлаймонт
- 1574—1576 Каспар де Робле
- 1576—1581 Георг ван Ренненберг
- 1581—1594 Франсиско Вердуго (назначен Филиппом II Испанским) (все предыдущие, включая его, являлись также штатгальетрами Фрисландии

Независимые провинции
- 1584—1620 Вильгельм Людвиг Нассау-Дилленбургский (признан в провинции Гронинген в 1584, а в городе Гронинген — в 1594 году)
- 1590—1625 Мориц Оранский (штатгальтер Голландии в 1584—1625, Гелре в 1590—1625)
- 1625—1632 Эрнст Казимир I (штатгальтер Фрисландии в эти же годы)
- 1632—1640 Генрих Казимир I (штатгальтер Фрисландии в эти же годы)
- 1640—1647 Фредерик Хендрик Оранский (штатгальтер Голландии, Зеландии, Утрехта, Гельдерланда и Оверэйссела с 1625 по 1647)
- 1647—1650 Вильгельм II Оранский (штатгальтер Голландии и Гелре в эти же годы)
- 1650—1664 Вильгельм Фредерик Нассауский (штатгальтер Фрисландии в 1640—1664)
- 1664—1696 Генрих Казимир II (штатгальтер Фрисландии в эти же годы, до 1673 года регентом была его мать — Альбертина Агнесса)
- 1696—1711 Йохан Вильгельм Фризо (штатгальтер Фрисландии в эти же годы, до 1707 года регентшей была Генриетта Амалия)
- 1711—1747 Вильгельм IV Оранский (штатгальтер Фрисландии в эти же годы, до 1729 года регентшей была Мария Луиза Гессен-Кассельская)

## ШтатгальтерыОверэйссела
Должностью штатгальтера Оверэйсела владели штатгальтеры Голландии и Гелре
- 1584—1589 Адольф ван Нойвенаар (стадхаудер Утрехта и Гелре в эти же годы)
- 1590—1625 Мориц Оранский (штатгальтер Голландии в 1584—1625)
- 1625—1647 Фредерик Хендрик Оранский (штатгальтер Голландии в эти же годы)
- 1647—1650 Вильгельм II Оранский (в его правление завершилась Восьмидесятилетняя война и независимость Нидерландов была официально признана)
- 1650—1672 Первый бесстатхаудерный период[англ.]. Во главе государства Генеральные штаты и «великий пенсионарий» Ян де Витт
- 1672—1702 Вильгельм III Оранский
- 1702—1722 Второй бесстатхаудерный период[англ.]
- 1722—1751 Вильгельм IV Оранский (объединил все провинции Нидерландов в 1747 году)
- 1751—1795 Вильгельм V Оранский (последний штатгальтер единых Нидерландов)

## Генеральные штатгальтеры Республики Соединённых провинций
В XVII статхаудеры Голландии из дома Оранских-Нассау, начиная с Морица Оранского, фактически сосредоточили в своих руках верховную власть в Республике Соединённых провинций, стремясь превратить её в монархическую. В то же время в истории республики имели место длительные периоды «бесстатхаудерного правления» (1650—1672, 1702—1747, 1787 гг.).
Титул введён в 1747 году после того, как Вильгельм IV из Оранской династии объединил все провинции Нидерландов и стал единым правителем государства. В следующем году власть статхаудера стала наследственной.
- 1747—1751 Вильгельм IV, принц Оранский (штатгальтер Фрисландии, Оверэсела, Гронингена, Голландии, Зеландии, Утрехта, Гелре, генеральный штатгальтер Нидерландов)
- 1751—1759 Анна Ганноверская, штатгальтер Республики Соединённых провинций (как регентша Вильгельма V) и принцесса Великобритании
- 1759—1765 Мария Луиза Гессен-Кассельская, штатгальтер Республики Соединённых провинций (как регентша Вильгельма V)
- 1765—1766 Каролина Оранская и Эрнст Людвиг Брауншвейг-Люнебургский (правили совместно), штатгальтеры Республики Соединённых провинций (как регенты Вильгельма V)
- 1766—1795 Вильгельм V Оранский, последний штатгальтер Республики провинций

В 1795 году произошла Батавская революция, в ходе которой Республика Соединённых провинций стала подчиняться Франции. Правительство Батавской республики (1795—1806) подчинялось императору и консулу Наполеону Бонапарту. В 1806 году по приказу Наполеона было образовано Королевство Голландия (1806—1810), а с 1814, по решению Венского конгресса — королевство Нидерланды, правителем которого стал Виллем I.